# ماركوس باولو سوزا ريبيرو
ماركوس باولو سوزا ريبيرو (21 مارس 1974 في البرازيل - )؛ هو لاعب كرة قدم سابق كان يلعب كمهاجم.

## وصلات خارجية
- ماركوس باولو سوزا ريبيرو على موقع رابطة كرة القدم اليابانية للمحترفين (اليابانية)
- ماركوس باولو سوزا ريبيرو على موقع Soccerway.com (الإنجليزية)
- ماركوس باولو سوزا ريبيرو على موقع عالم كرة القدم.نت (الإنجليزية)